# Arnaldo Otegi

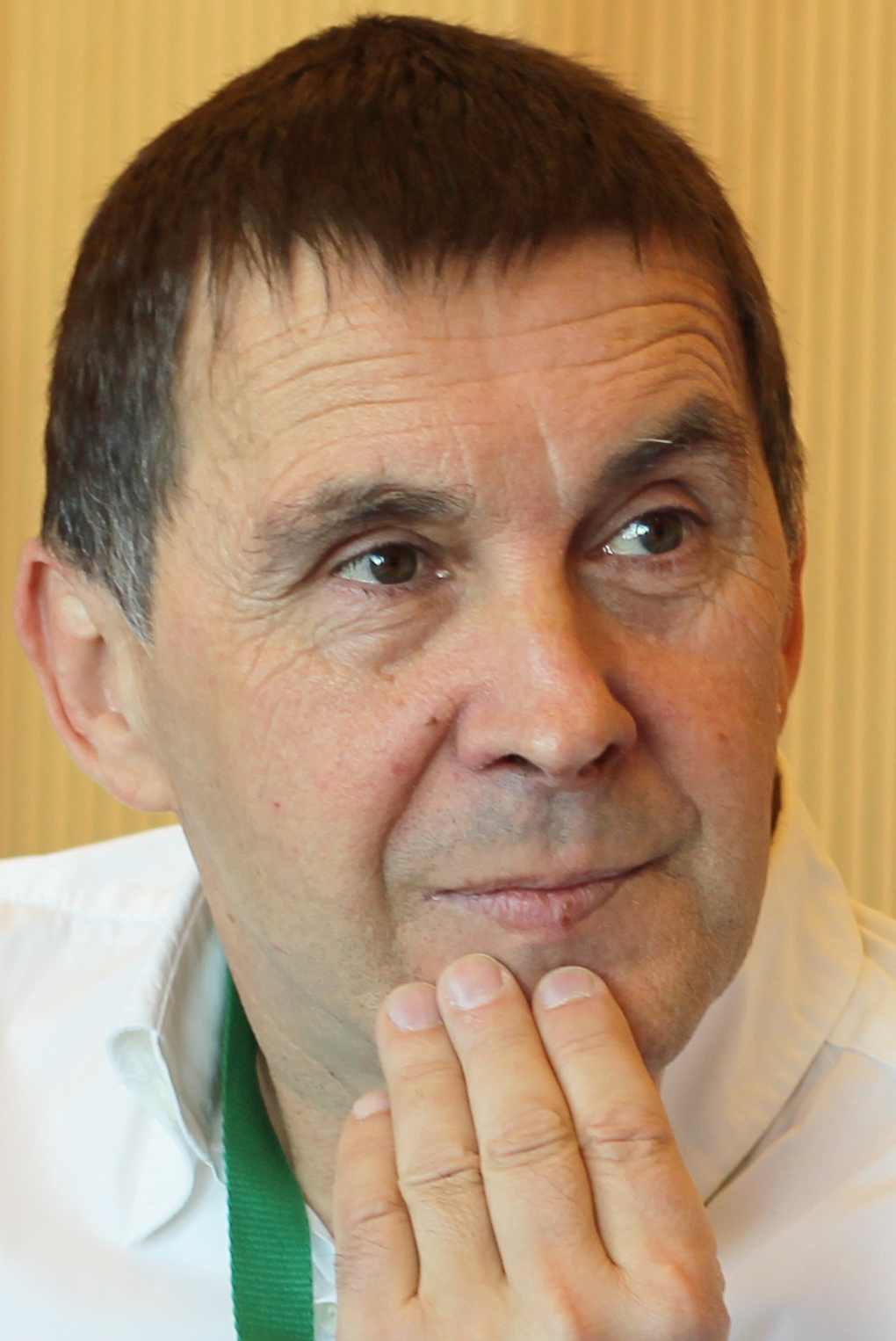
Arnaldo Otegi (2016)

Arnaldo Otegi Mondragon (* 6. Juli 1958 in Elgoibar, Provinz Guipúzcoa, Spanien) ist ein baskischer Politiker. In seiner Jugend war er Mitglied der baskischen Untergrundorganisation ETA. Seit 2017 ist er Hauptkoordinator (coordinador general) des linksnationalistischen Parteienverbands EH Bildu. Otegi ist eine der umstrittensten Figuren der spanischen Politik; trotz seiner früheren Zugehörigkeit zu ETA beeinflusste er das Ende der Gewalt im Baskenland maßgeblich – mit einem ersten Waffenstillstand 1998, dann 2011 und letztlich durch die Auflösung der Organisation im Mai 2018, auf die er hingewirkt hatte. Otegi hat insgesamt fünf Haftstrafen und 14 Jahre im Gefängnis verbüßt; der Europäische Gerichtshof für Menschenrechte entschied in zwei Fällen zu seinen Gunsten.

## Otegi als Mitglied der ETA
1977 flüchtete Otegi als Mitglied von ETA politico-militar nach Frankreich, nachdem er in seiner Heimatstadt als Mitglied eines ETA-Kommandos für die Explosion einer Tankstelle, bewaffneten Raub, Gefangenenbefreiung und Angriff auf eine Militäreinrichtung in San Sebastián verantwortlich gemacht wurde, für die er nie verurteilt worden ist. Zu jener Zeit gab es drei unterschiedliche ETA-Gruppierungen: militar (m), político-militar (pm) sowie Comandos Autónomos Anticapitalistas (CAA). Otegis ETA pm galt als militärischer Arm der damaligen politischen Partei Euskadiko Ezkerra. Nach einer Spaltung von ETA politico-militar gehörte er zu einer Gruppe, die sich 1984 der radikaleren ETA militar anschloss. 1987 lieferten ihn die französischen Behörden an Spanien aus.
Im Januar 1989 wurde er von dem Vorwurf freigesprochen, an der Entführung des Ex-Parlamentariers Javier Rupérez beteiligt gewesen zu sein. Das Gleiche geschah im Fall der Anklage wegen der angeblichen Teilnahme an der Entführung von Gabriel Cisneros, einem Vertrauten des letzten Regierungschefs unter dem Diktator Franco, Carlos Arias Navarro.
Am 21. Februar 1989 wurde er aber vom Nationalen Gerichtshof Audiencia Nacional für schuldig befunden, an den Entführung des baskischen Unternehmers Luis Abaitua 1979 beteiligt gewesen zu sein. Dafür wurde er von diesem Sonderstrafgericht zu sechs Jahren Haft verurteilt, im Oktober 1990 nach Verbüßung der Hälfte seiner Haftzeit aber vorläufig wieder freigelassen. Allerdings wurde er knapp ein Jahr später wieder inhaftiert, um die Reststrafe abzusitzen. Schließlich wurde Otegi am 4. Mai 1993 aus dem Gefängnis in Huesca entlassen.

## Otegi als Politiker
Nach seiner Freilassung gehörte Otegi zu den führenden Mitgliedern der linksnationalistischen baskischen Partei Herri Batasuna, die als legaler politischer Arm von ETA militar galt. Seit 1995 war er für Herri Batasuna Abgeordneter im baskischen Regionalparlament.
Bei den Wahlen am 25. Oktober 1998 war er Kandidat von Euskal Herritarok, einem von Herri Batasuna dominierten Parteienbündnis in Guipúzcoa. Im August des Jahres 2000 wurde er von der Oberstaatsanwaltschaft des Baskenlandes wegen der Unterstützung des Terrorismus angeklagt. Er hatte vier Mitglieder eines ETA-Kommandos gewürdigt, die bei einer vorzeitigen Bombenexplosion in ihrem Auto ums Leben gekommen waren.
2001 erfolgte die Neugründung von Herri Batasuna unter dem Namen Batasuna. Otegi wurde zum Sprecher der neuen Organisation gewählt. Nach den Madrider Zuganschlägen vom 11. März 2004 bestritt er jegliche Verantwortung der zuerst beschuldigten ETA. Otegi wurde am 25. Mai 2005 zunächst verhört und dann verhaftet. Ihm wurde vorgeworfen, immer noch aktives Mitglied der ETA zu sein, und er wurde über die Finanzierung der ETA befragt. Wegen Verunglimpfung von König Juan Carlos wurde Otegi im November 2005 vom Obersten Gerichtshof Spaniens zu einem Jahr Haft verurteilt. Er hatte dem Monarchen vorgeworfen, „Chef der Folterer“ zu sein (jefe de los torturadores), in Anspielung auf seine Rolle als Staatschef, Fälle von Polizeifolter sowie dem Staatsterror der GAL; der Europäische Gerichtshof für Menschenrechte sah Otegis Recht auf freie Meinungsäußerung verletzt und verurteilte 2011 den spanischen Staat, Otegi 20.000 Euro Schadenersatz zu bezahlen. Am 8. Juni 2007 wurde Otegi wegen „Verherrlichung des Terrorismus“ festgenommen. Das oberste spanische Gericht hatte zuvor ein Gerichtsurteil bestätigt, in dem Otegi 2006 zu 15 Monaten Haft verurteilt worden war. Er hatte 2003 an einer Gedenkveranstaltung zum 25. Jahrestag der Ermordung von Jose Miguel Bañaran Ordeñana (genannt „Argala“) auf dem nach diesem benannten Argala Platz (Plaza Argala) in der baskischen Stadt Arrigorriaga teilgenommen.
Argala war „ETA-m“-Mitglied und unter anderem am Attentat auf den designierten Nachfolger Francos, Luis Carrero Blanco, 1973 in Madrid beteiligt. 1978 war er einem Mordanschlag der neofaschistischen spanischen Terrororganisation „Batallón Vasco Español“ zum Opfer gefallen. Argala gilt vielen baskischen Franco-Gegnern als Widerstandskämpfer, während er von den meisten Spaniern nur als ETA-Terrorist gesehen wird.

### Friedensprozess
In Lizarra-Garazi (Estella) beteiligte sich Otegi maßgeblich am Pakt, der am 12. September 1998 zum ersten Waffenstillstand der ETA nach 30 Jahren führte. Eine Anklage gegen Otegi während des Friedensprozesses 2006/2007, den er federführend mit eingeleitet hatte, verlief anders als geplant. Der Vorwurf ging auf eine Trauerfeier für die getötete ETA-Militante Olaia Castresana im Jahr 2001 zurück, bei der Otegi an alle erinnerte, die im „langen Kampf für die Unabhängigkeit gefallen sind“. Doch die Staatsanwaltschaft zog im Prozess vor dem Nationalen Gerichtshof die Anklage zurück und sah kein Vergehen mehr, weshalb Otegi freigesprochen wurde. Im Juni 2007 brach ETA die Waffenruhe und kurz darauf wurde Otegi in Haft genommen. Erneut sollte er den „Terrorismus verherrlicht“ haben und für 15 Monate ins Gefängnis (Fall Argala, 2003). Er verbüßte die Strafe bis August 2008.
Im Oktober 2009 wurde Otegi und mit ihm fast die gesamte Führung der izquierda abertzale (baskisch-nationalistische Linke) erneut verhaftet, weil sie illegal die Tätigkeit der mittlerweile verbotenen Partei Batasuna weitergeführt hätten (Fall Bateragune). Im September 2011 wurde er dafür vom spanischen Sonderstrafgericht Audiencia Nacional zu zehn Jahren Gefängnis verurteilt – inmitten eines weit gereiften Friedensprozesses und nur wenige Tage nachdem internationale Vermittler – angeführt vom ehemaligen UN-Generalsekretär Kofi Annan – ETA aufgefordert hatten, die Waffen niederzulegen. Das Gericht argumentierte, bei Otegis Treffen gehe es nicht um Frieden, sondern darum, Befehle von ETA entgegenzunehmen. Otegi habe in führender Position ETA angehört; darüber hinaus dürfe er bis Ende Februar 2021 in kein öffentliches Amt gewählt werden. Im Mai 2012 wurde die Strafe vom Obersten Gerichtshof auf sechseinhalb Jahre reduziert. Ende Juli 2020 hat dasselbe Gericht das Urteil aufgehoben (inklusive Wählbarkeits-Sperre), basierend auf einem Entscheid des Europäischen Gerichtshofs für Menschenrechte aus 2018. Otegi hatte die Strafe bereits verbüßt; bei den Regionalwahlen vom 12. Juli 2020 (und davor 2016) hatte die Sperre noch verhindert, dass Otegi ins baskische Parlament gewählt wird.

### Ende der Haft
Am 17. Oktober 2015 fand in San Sebastian eine große Demonstration (18.000 Teilnehmer) statt, die unter anderem die Freilassung von Otegi forderte. Am 1. März 2016 wurde Otegi aus dem Gefängnis von Logroño entlassen, nachdem er seine Haftstrafe vollständig verbüßt hatte. Der Europäische Gerichtshof für Menschenrechte entschied 2018 erneut zu seinen Gunsten, weil diesmal Otegis Recht auf ein faires Verfahren verletzt worden war. Dennoch sprach ihm das Gericht in Straßburg keine Entschädigung zu, da die Feststellung eines Verstoßes allein eine ausreichend gerechte Genugtuung darstelle – mit dem Verweis, Spanien verfüge über ein „innerstaatliches Verfahren, Urteile zu überprüfen und zu revidieren.“
Im Februar 2013 wurde Ortegi in Abwesenheit zum Generalsekretär der neugegründeten Partei Sortu gewählt, die als faktische Nachfolgeorganisation von Batasuna gilt. Zunächst vom Obersten Gerichtshof 2011 verboten, wurde Sortu 2012 vom spanischen Verfassungsgericht zugelassen. Seit Juni 2017 ist Otegi Hauptkoordinator (coordinador general) des linksnationalistischen Parteienverbands EH Bildu; gleichzeitig hat er seinen Posten bei Sortu niedergelegt.

### Unterstützung und Kritik
Während seiner letzten Inhaftierung forderten im Jahr 2015 namhafte Persönlichkeiten in einer internationalen Kampagne Otegis Freilassung; darunter befanden sich der ehemalige Präsident Uruguays, José Mujica, die Friedensnobelpreisträger Mairead Corrigan-Maguire, Adolfo Pérez Esquivel, Desmond Tutu, Noam Chomsky und Angela Davis. Sogar der ehemalige Richter Baltasar Garzón, der ihn einst ins Gefängnis gebracht hatte, sprach sich für Otegis Freilassung aus.
Diverse Politiker, darunter der ehemalige spanische Ministerpräsident José Luis Rodríguez Zapatero (PSOE) sowie Pablo Iglesias (Podemos), haben Otegi als eine Schlüsselfigur für den Frieden im Baskenland bezeichnet. Andere hingegen, wie Mariano Rajoy (PP), wiesen dies zurück mit Verweis auf Otegis zahlreiche Verurteilungen sowie seine Weigerung, ETA-Gewalt vorbehaltlos zu verurteilen; Otegi hat sich bisher lediglich bei Opfern und Hinterbliebenen öffentlich entschuldigt.

## Privatleben
Otegi wuchs in Elgoibar auf, als einziges Kind der Eheleute María Dolores (Lolita) Mondragon Sanchez und Ascensio Otegi Sorrondegi. Sein Vater arbeitete beim lokalen Nähmaschinenhersteller Sigma in der Produktion. Otegi ist mit María Julia Arregi Gorrotxategi verheiratet, die er seit seinem 18. Lebensjahr kennt; gemeinsam haben sie zwei Kinder. In Haft erwarb Otegi einen Universitätsabschluss in Philosophie, Sprach- und Literaturwissenschaft.